# 타탸나 스미스
타탸나 스미스(아프리칸스어: Tatjana Smith, 1997년 7월 9일~)는 남아프리카 공화국의 전직 수영 선수로 주 종목은 평영이다. 2020년 하계 올림픽에서 여자 평영 200m 금메달과 여자 평영 100m 은메달을 획득했으며 2024년 하계 올림픽에서 여자 평영 100m 금메달과 여자 200m 평영 은메달을 획득했다. 또한 여자 평영 100m와 여자 평영 200m 종목에서 올림픽 기록을 보유하고 있다.
결혼 전 이름은 타탸나 스쿤마커르(아프리칸스어: Tatjana Schoenmaker)이며 2023년 이전에는 이 이름으로 활동했다.

## 개인사
2023년 2월 스포츠 에이전트인 조엘 스미스와 결혼했다.